# Odontomachus bauri

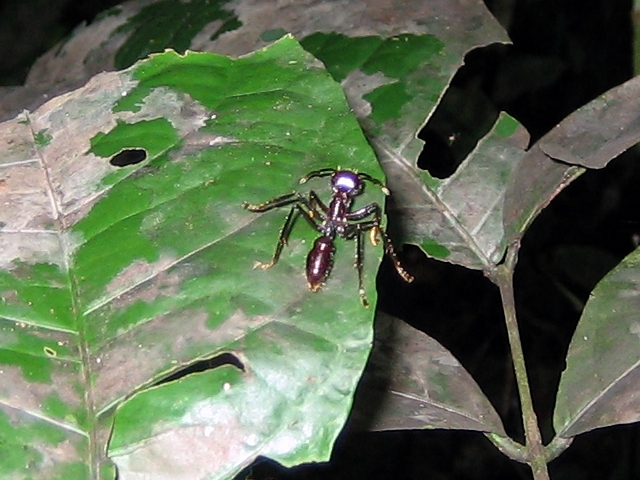
Odontomachus bauri

Odontomachus bauri (лат.) — вид муравьёв рода Odontomachus (Formicidae) из подсемейства понерины (Ponerinae), обитатели биогеографического региона Неотропика.

## Распространение
Встречаются от Коста-Рики и Вест-Индии до тропической части Южной Америки, включая Галапагосские острова и Бразилию.
Обычно строят земляные гнёзда в сухих и влажных землях, в низинных лесах, защищённых от прямых солнечных лучей. Также обнаруживаются под камнями, корнями и стволами упавших деревьев, в садах.

## Генетика
Геном Odontomachus bauri: 0,49 пг (C value).

## Описание
Среднего размера муравьи (около 1 см) темно-коричневого (почти чёрного) цвета. Усики длинные. Глаза расположены в переднебоковых частях головы. Затылочные углы головы увеличенные, в них прикрепляются мощные мышцы захлопывающихся почти мгновенно длинных челюстей. Жвалы прикрепляются в средней части передней поверхности головы, почти рядом друг с другом. Стебелёк между грудкой и брюшком состоит из одного членика (конусовидного петиолюса) с заострённой верхней частью.
Вид был впервые описан в 1892 году итальянским мирмекологом Карло Эмери по рабочим особям. Крылатые самки и самцы были впервые описаны в 1919 году американским мирмекологом Уильямом Мортоном Уилером.
У муравья Odontomachus bauri зафиксирована одна из рекордных для животных скорость защелкивания мандибул (верхних челюстей): от 126 до 230 км/час (за 130 микросекунд). С помощью челюстей, муравей может прыгать на высоту до 20 см. 
Ещё большая скорость найдена в 2018 году у «муравьёв-дракула» Mystrium camillae, их мандибулы смыкаются за 23 микросекунды (до 320 километров в час, или 89 м/с).
Сходные по строению и мгновенно защёлкивающиеся челюсти в ходе эволюции развились независимо и у некоторых других муравьёв из различных родов и, даже, из различных подсемейств. Например, род Strumigenys (подсемейство мирмицины), Mystrium (подсемейство Amblyoponinae), Myrmoteras (подсемейство формицины) и у родственных представителей из рода Anochetus (подсемейство понерины). У них наблюдается конвергентная эволюция в результате охоты на разные типы подвижной мелкой добычи.
Мандибулы O. bauri представляют собой сильно увеличенную и удлинённую форму верхних челюстей, известную и у других муравьёв. Кроме того, мускулы, обнаруженные в мандибулах O. bauri также найдены у других муравьёв, хотя мышечные волокна O. bauri крупнее и выглядят очень сходными с таковыми, ранее обнаруженными у цикад.

## Поведение
O. bauri имеет полидомную гнездовую структуру, при которой многие муравейники составляют одну единую колонию. Это подтверждается неагрессивным поведением муравьёв из близкорасположенных (около 10 м) гнёзд. Муравейники обычно небольшие, содержат менее 200 муравьёв. 
Фуражировочные области между семьями из разных гнёзд чётко отграничены. Фуражировку проводят в наземном подстилочном слое.
Хищники (генералисты), предпочитающие мелких жертв. Среди добычи O. bauri наблюдаются черви, пауки, термиты, муравьи, бабочки, мухи, жуки. Обычный размер добычи 3—4 мм. Наиболее частой добычей O. bauri становятся термиты и мокрицы.
O. bauri способны различать рабочих муравьёв из различных гнёзд с помощью усиков. Этот процесс происходит, когда сталкиваются два муравья лоб в лоб, и они начинают ощупывать незнакомца антеннами. В случае опасности они открывают жвалы под углом 180°, подгибают брюшко и жалят, впрыскивая яд.
Обнаружено, что муравьи O. bauri используют летучие компоненты, такие как дихлорметан (CH2Cl2), для распознавания своих от чужих.

## Сравнение различных каст

### Рабочие

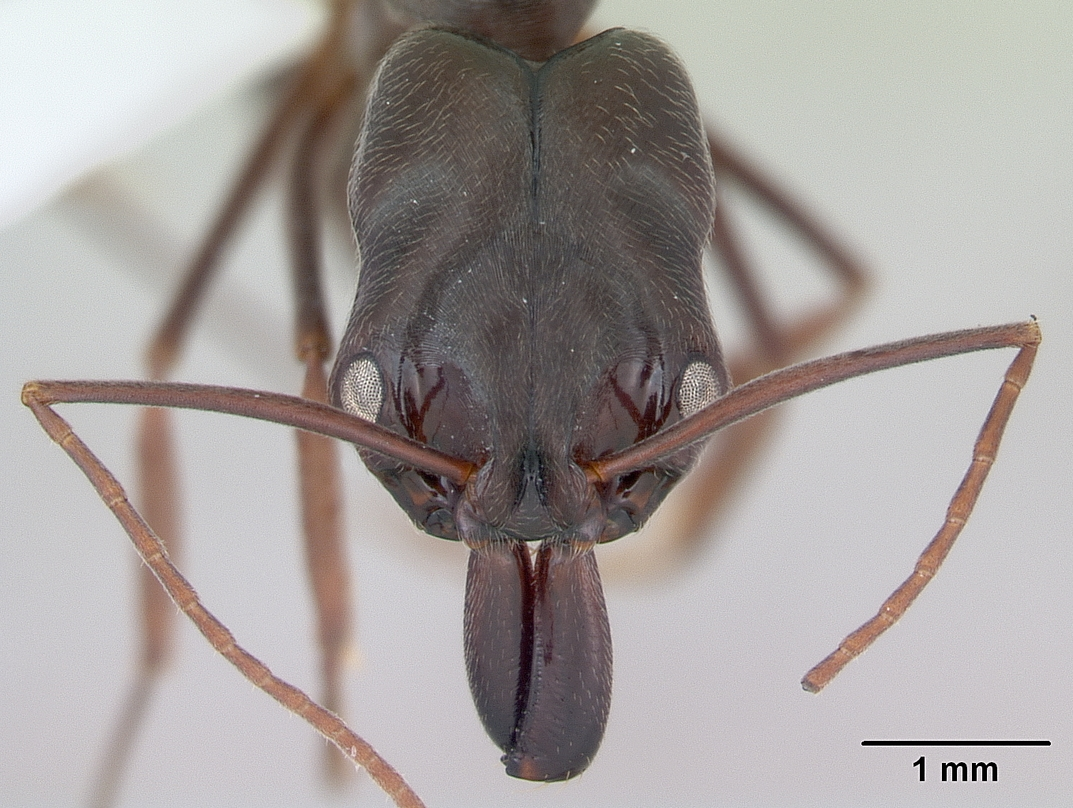
Голова
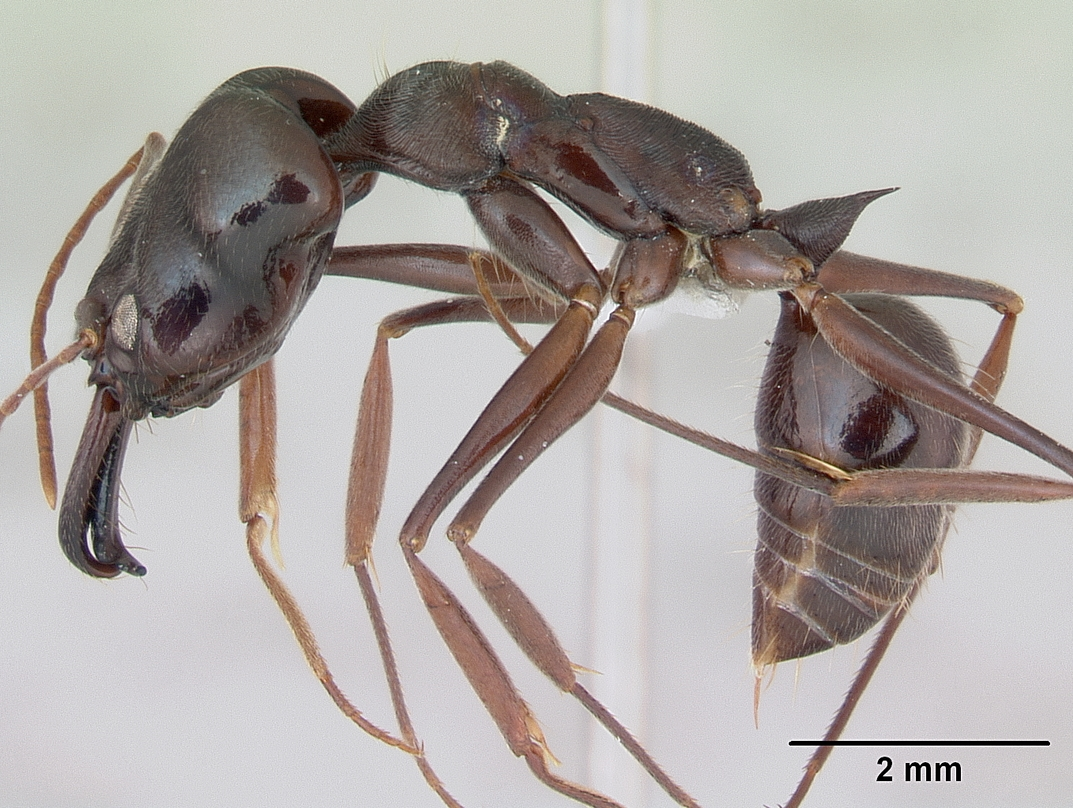
Вид сбоку
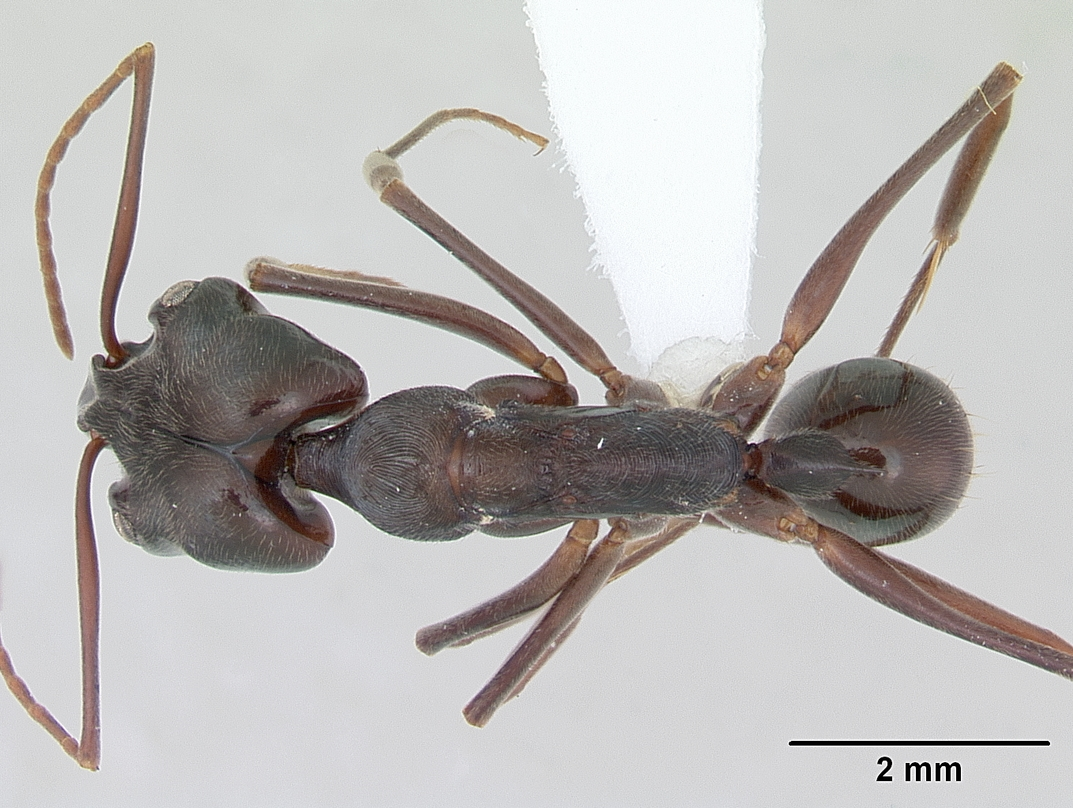
Вид сверху
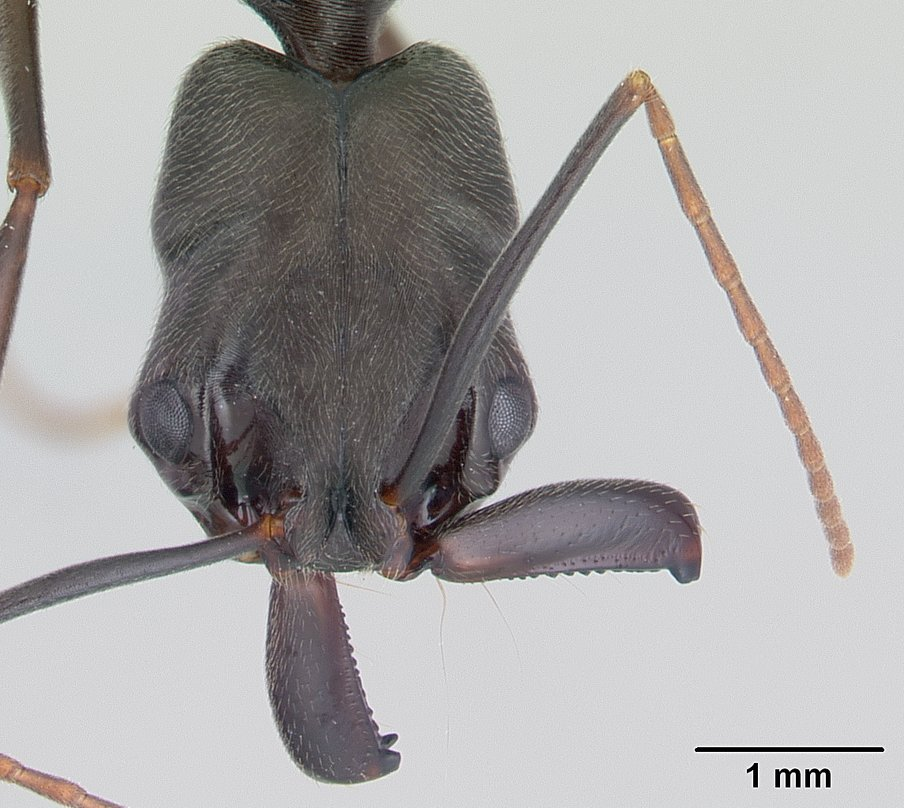
Голова

### Самки

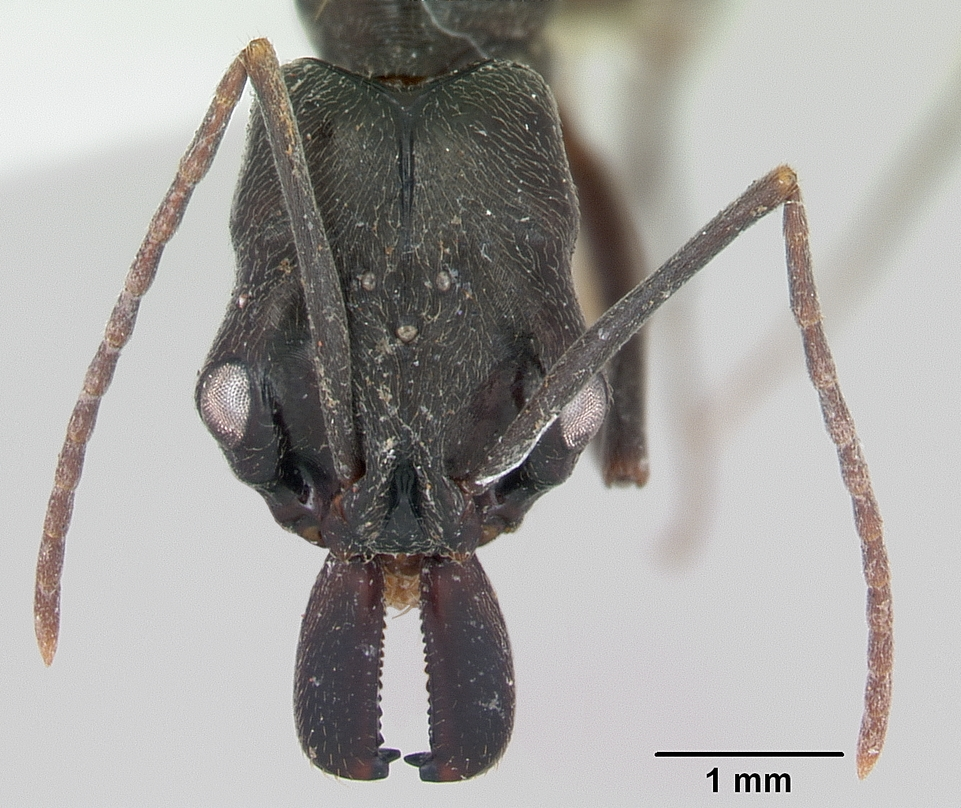
Голова
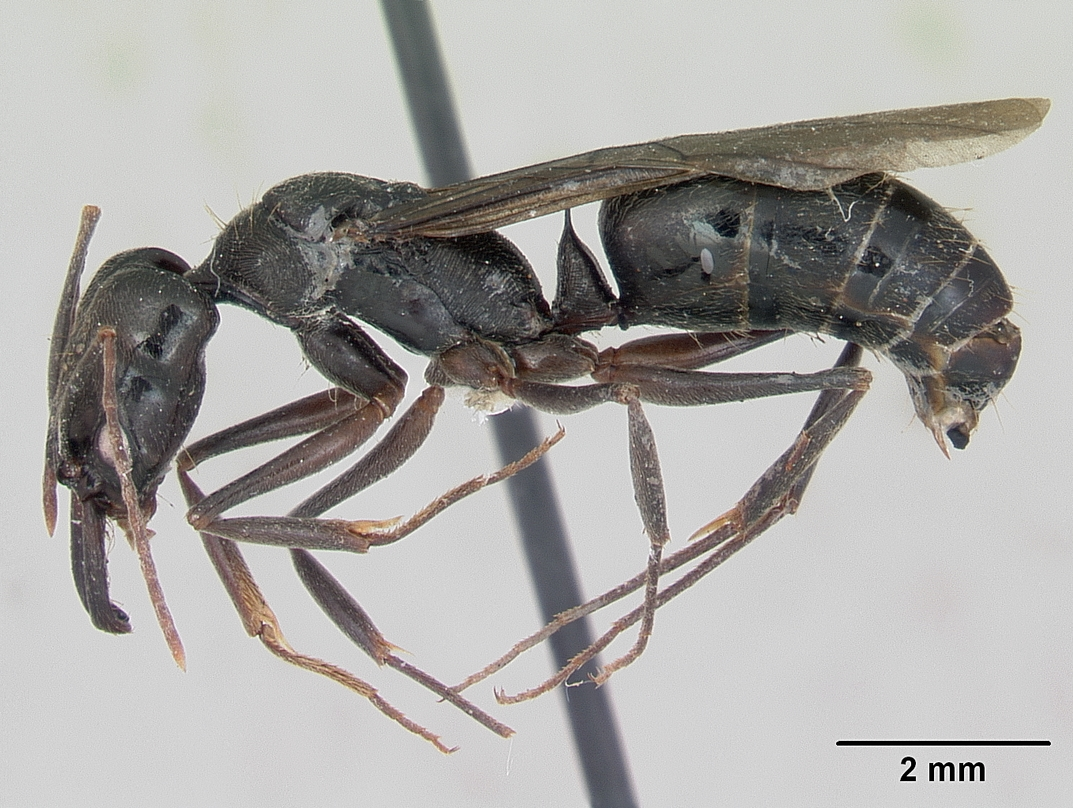
Вид сбоку
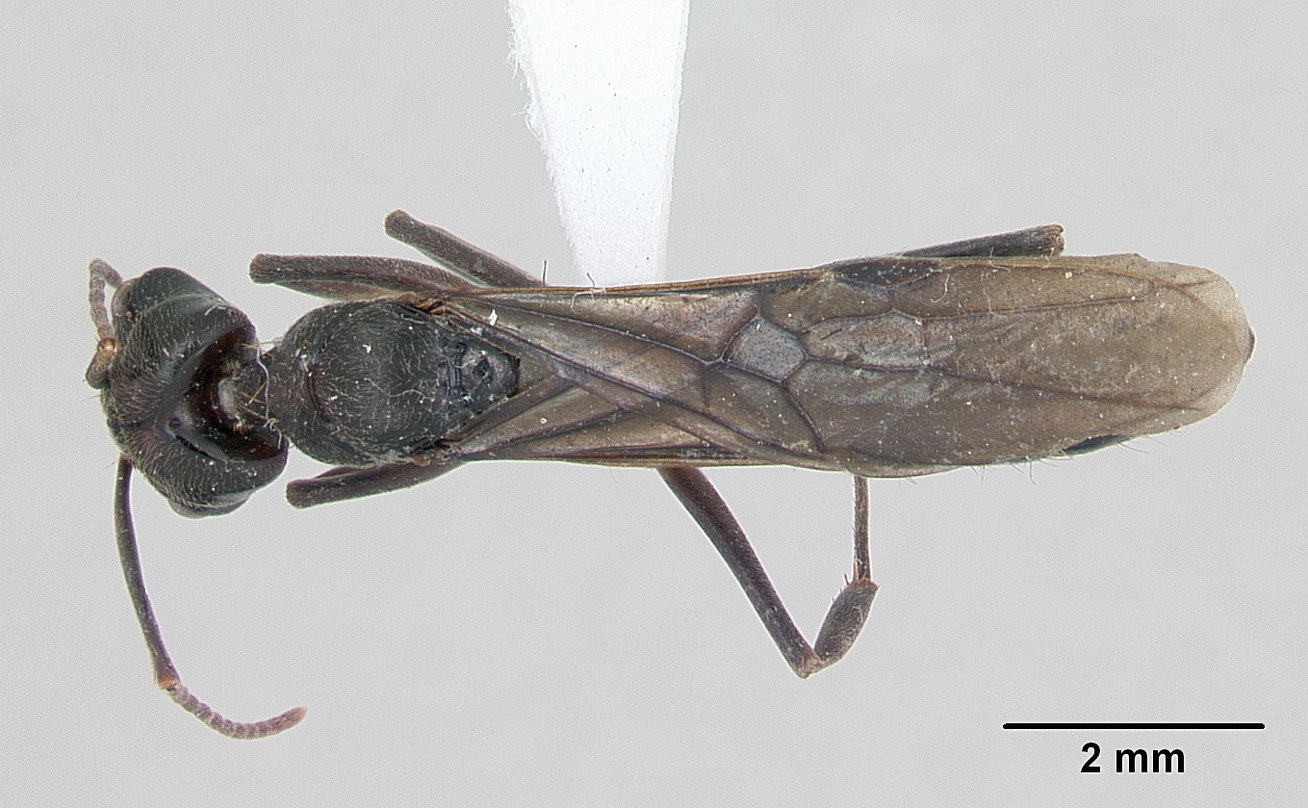
Вид сверху

### Самцы

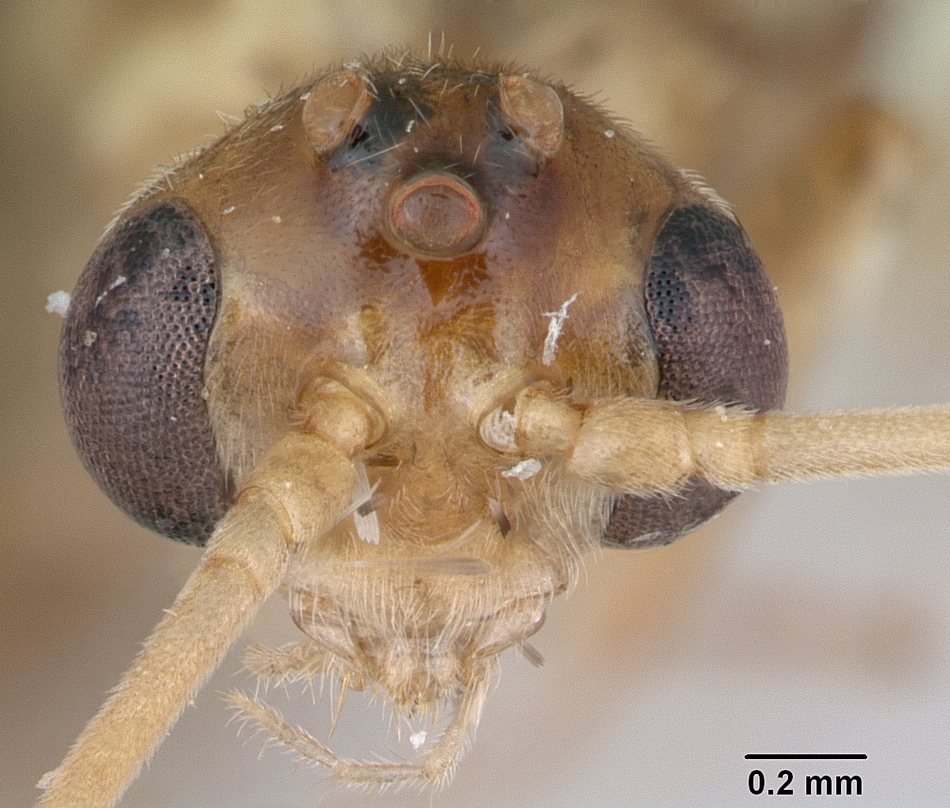
Голова
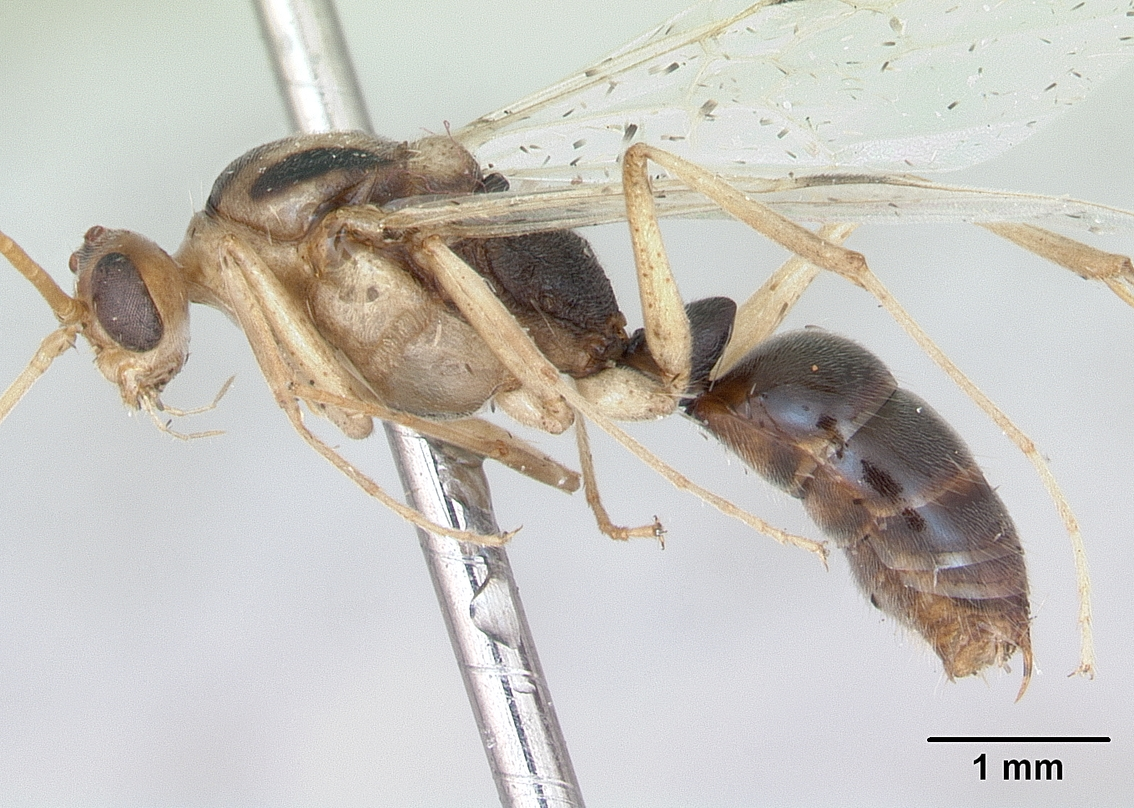
Вид сбоку
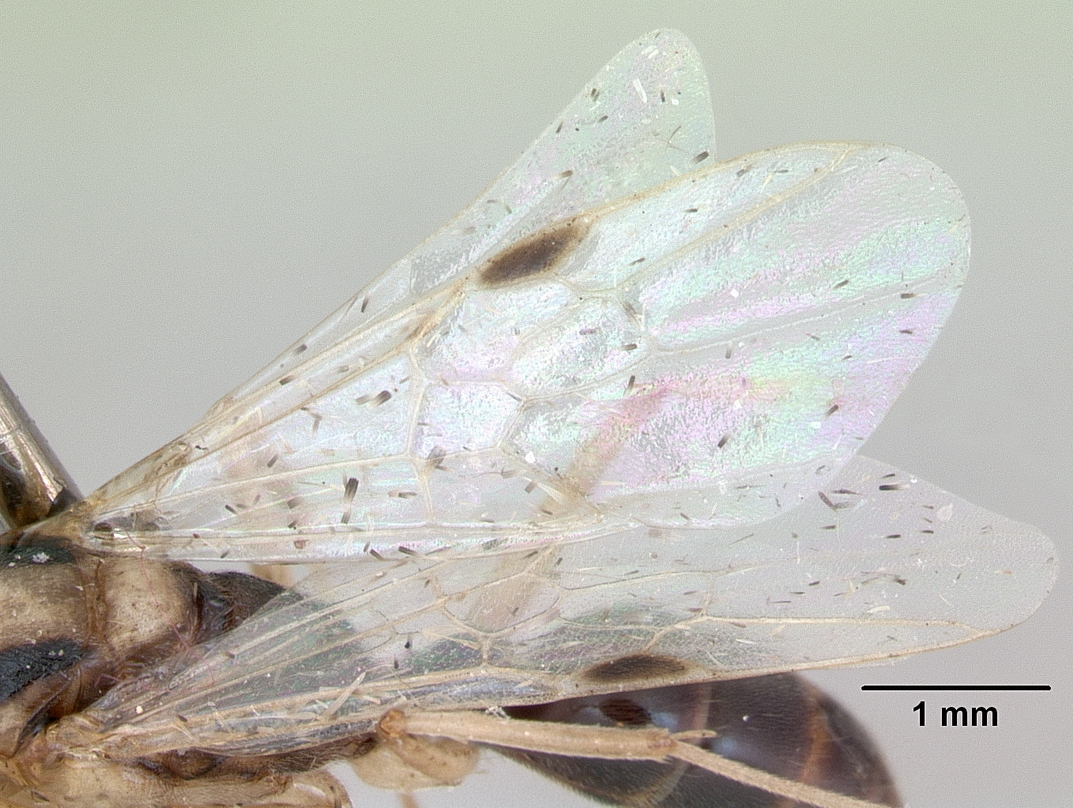
Крылья
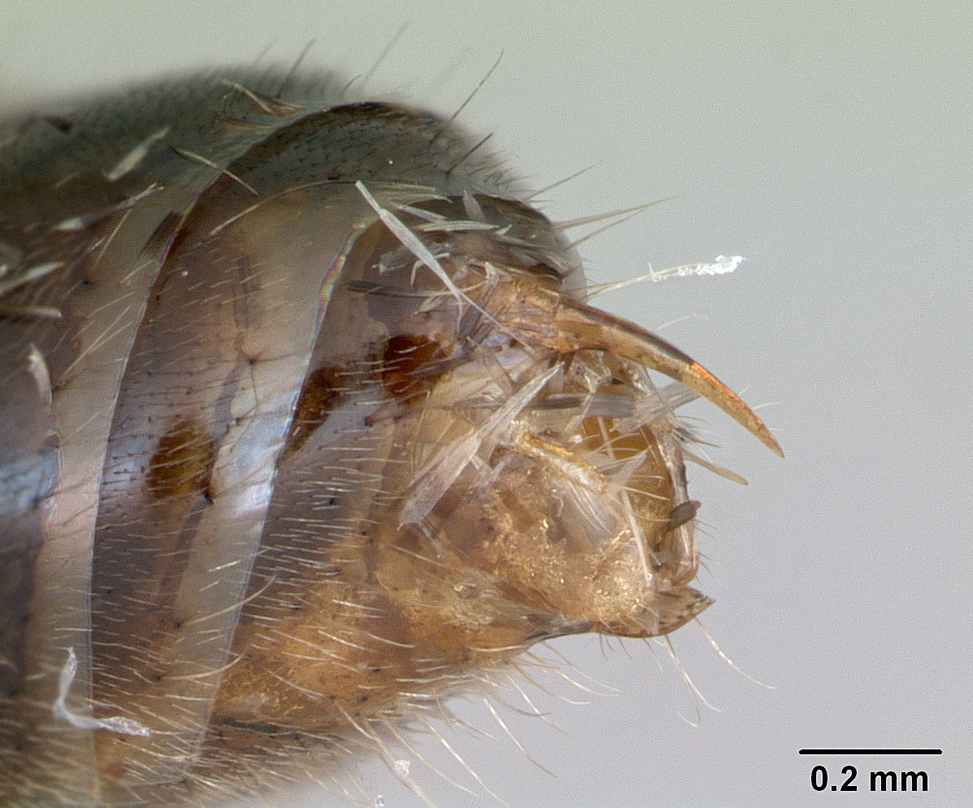
Брюшко
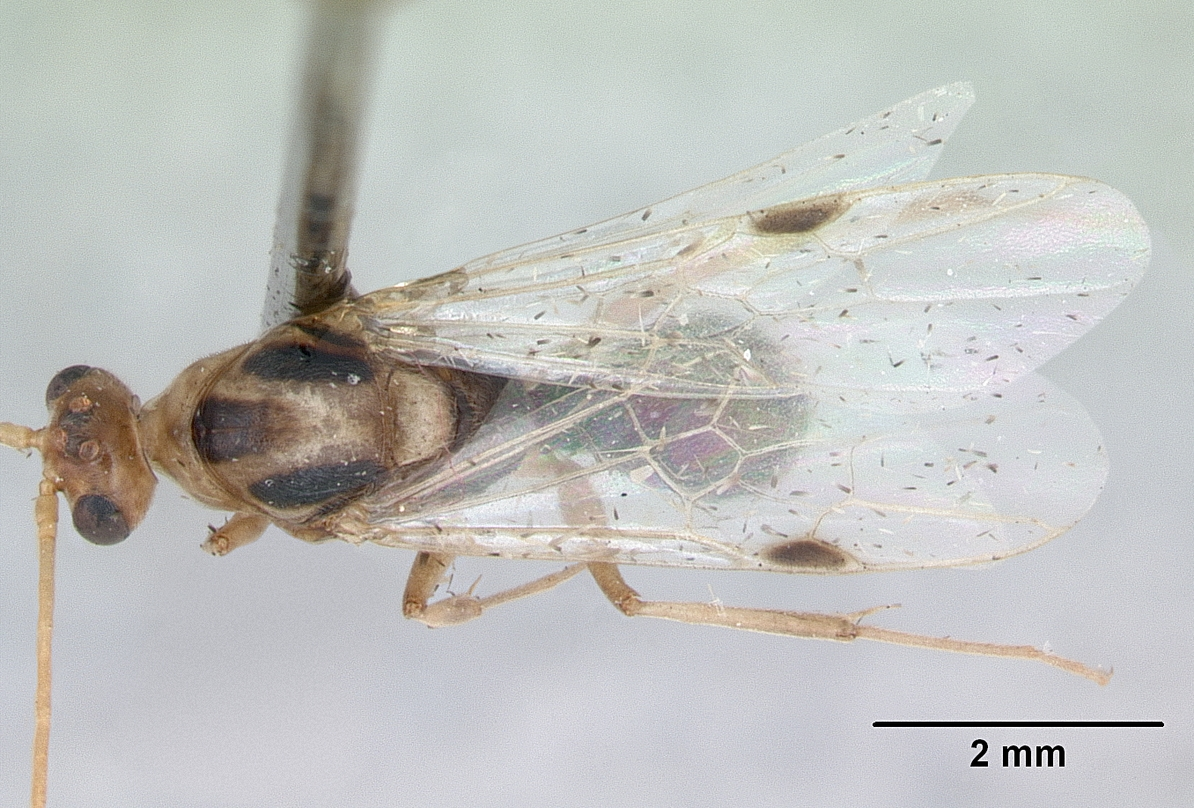
Вид сверху